# Manuel Velázquez
Manuel Velázquez Villaverde (Madrid, 24 gennaio 1943 – Fuengirola, 15 gennaio 2016) è stato un calciatore spagnolo, di ruolo centrocampista.

## Carriera
Giocò per la maggior parte della carriera nel Real Madrid facendo parte della generazione Yé-yé. Col i Blancos vinse 6 volte la Liga (1966-67, 1967-68, 1968-69, 1971-72, 1974-75, 1975-76) e 3 volte la Copa del Generalísimo (1969-70, 1973-74, 1974-75), oltre alla Coppa dei Campioni 1965-1966.

## Palmarès

### Club

#### Competizioni nazionali
- Campionato spagnolo: 6

Real Madrid: 1966-1967, 1967-1968, 1968-1969, 1969-1970, 1970-1971, 1971-1972
- Coppa di Spagna: 3

Real Madrid: 1969-1970, 1973-1974, 1974-1975

#### Competizioni internazionali
- Coppa dei Campioni: 1

Real Madrid:1965-1966